# Девиле
Девиле (фр. Deyvillers) је насељено место у Француској у региону Лорена, у департману Вогези.
По подацима из 2011. године у општини је живело 1519 становника, а густина насељености је износила 173,2 становника/km².

## Демографија
| 1962. | 1968. | 1975. | 1982. | 1990. | 2011. |
| ----- | ----- | ----- | ----- | ----- | ----- |
| 549   | 601   | 939   | 1.263 | 1.388 | 1.519 |